# Moneilema longipes
Moneilema longipes är en skalbaggsart som beskrevs av White 1856. Moneilema longipes ingår i släktet Moneilema och familjen långhorningar. Inga underarter finns listade i Catalogue of Life.